# Айова Уайлд
«Айо́ва Уа́йлд» (англ. Iowa Wild) — профессиональный хоккейный клуб, выступающий в Американской хоккейной лиге. Базируется в городе Де-Мойн, штат Айова, США. Является фарм-клубом команды НХЛ «Миннесота Уайлд». В АХЛ команда начала играть с сезона 2013/14 после переезда франшизы, принадлежащей «Миннесоте». Ранее команда называлась «Хьюстон Аэрос» из Хьюстона, штат Техас. Это вторая команда АХЛ, которая играла в Де-Мойне после клуба «Айова Старз» с 2005 по 2008 год (в последнем сезоне 2008/09 команда носила название «Айова Чопс»).

## История

### Хьюстон Аэрос
Франшиза «Айова Уайлд» была создана в 1994 году под названием «Хьюстон Аэрос». Своё название команда получила в честь одноимённого клуба, существовавшего в Хьюстоне в 1972—1978 годах и выступавшего в ВХА. В 1999 году стала обладателем Кубка Тёрнера (победителем плей-офф IHL) переиграв в финале «Орландо Солар Бэрс». В 2001 году, после прекращения существования IHL, стала, как и пять других команд IHL, выступать в АХЛ. После вступления в АХЛ «Хьюстон» стал фарм-клубом команды Национальная хоккейной лиги «Миннесота Уайлд».
В 2003 году команда завоевала Кубок Колдера, переиграв в финале «Гамильтон Буллдогс». Через 8 лет, в 2011 году, команда снова пробилась в финал, но уступила «Бингемтон Сенаторз».
В 2003 году контрольный пакет акций франшизы был продан компании Minnesota Sports and Entertainment - группе владельцев The Wild. Бывший владелец Чак Уотсон сохранил 10% миноритарной доли вместе с уроженцем Хьюстона Ником Шеппардом, владеющим 4% акций. Затем команда переехала на новую арену - Тойота-центр.

### Айова Уайлд
Весной 2013 года было объявлено, что руководство клуба не смогли заключить договор аренды с Тойота-центром где раньше выступала команда, и что «Аэрос» переедут в Де-Мойн, штат Айова. 22 апреля публике был представлен новый логотип команды, вдохновленный второстепенным логотипом «Миннесоты Уайлд». Начиная с сезона 2013/14 команда выступает на Уэллс Фарго Арене под новым названием «Айова Уайлд». Свой первый матч команда провела 12 октября против клуба «Оклахома-Сити Баронс». Матч закончился победой 1:0. Несмотря на удачный дебют, сезон оказался провальным. Команда оказалась худшей в Западной конференции. Следующий сезон оказался не лучше. «Айова Уайлд» показала худший результат во всей лиге. За свою историю команда не смогла выйти в плей-офф за первые пять сезонов.
22 февраля 2018 года «Миннесота Уайлд» продлила свой контракт до 2023 года. В 2019 году команда впервые после переезда из Хьюстона вышла в плей-офф. Дойдя до финала дивизиона, проиграла «Чикаго Вулвз» в шести матчах. Следующий сезон 2019/20, на момент, когда «Уайлд» занимали второе место в дивизионе, был прерван из-за начала пандемии COVID-19. Затем сезон 2020/21 был отложен из-за пандемии, был проведен укороченный сезон и не было плей-офф Кубка Колдера.

## Маскот
Маскотом команды является Крэш. Он носит свитер с № 14, символизирующий год, когда он переселился из родной Миннесоты на юг. Согласно данным с официального сайта команды, Крэш дальний родственник Норди, маскота «Миннесоты Уайлд».

## Статистика
Сокращения: И = сыгранные матчи в регулярном чемпионате, В = победы, П = поражения, ПО = поражения в овертаймах, ПБ = поражения по буллитам, О = очки, ЗШ = забитые шайбы, ПШ = пропущенные шайбы, Рег. чемп. = место, занятое в указанном дивизионе по итогам регулярного чемпионата, Плей-офф = результат в плей-офф
| Сезон   | И  | В  | П  | ПО | ПБ | О  | ЗШ  | ПШ  | Рег. чемп.        | Плей-офф                                                                                            |
| 2013-14 | 76 | 27 | 36 | 7  | 6  | 67 | 169 | 235 | 5, Среднезападный | не попали                                                                                           |
| 2014-15 | 76 | 23 | 49 | 2  | 2  | 50 | 172 | 245 | 5, Среднезападный | не попали                                                                                           |
| 2015-16 | 76 | 24 | 41 | 5  | 6  | 59 | 169 | 225 | 8, Центральный    | не попали                                                                                           |
| 2016-17 | 76 | 36 | 31 | 7  | 2  | 81 | 182 | 196 | 6, Центральный    | не попали                                                                                           |
| 2017-18 | 76 | 33 | 27 | 10 | 6  | 82 | 232 | 246 | 5, Центральный    | не попали                                                                                           |
| 2018-19 | 76 | 37 | 26 | 8  | 5  | 87 | 242 | 230 | 3, Центральный    | выиграли в первом раунде, 3:2 («Милуоки Эдмиралс») проиграли во втором раунде, 2:4 («Чикаго Вулвз») |
| 2019-20 | 63 | 37 | 18 | 4  | 4  | 82 | 194 | 171 | 2, Центральный    | сезон прерван из-за пандемии COVID-19                                                               |
| 2020-21 | 34 | 17 | 13 | 4  | 0  | 38 | 107 | 113 | 4, Центральный    | плей-офф не проводился                                                                              |
| 2021-22 | 72 | 32 | 31 | 4  | 5  | 73 | 202 | 209 | 6, Центральный    | не попали                                                                                           |

## Состав
| №                         | Игрок              | Страна                    | Хват    | Дата рождения              | Рост    | Вес     | Контракт                  |
| Вратари                   | Вратари            | Вратари                   | Вратари | Вратари                    | Вратари | Вратари | Вратари                   |
| ------------------------- | ------------------ | ------------------------- | ------- | -------------------------- | ------- | ------- | ------------------------- |
| 30                        | Йеспер Валльстедт  | Швеция                    | Левый   | 14 ноября 2002 (22 года)   | 191 см  | 97 кг   | Миннесота Уайлд /НХЛ      |
| 70                        | Зейн Макинтайр     | Соединённые Штаты Америки | Левый   | 20 августа 1992 (32 года)  | 188 см  | 93 кг   | Миннесота Уайлд /НХЛ      |
| Защитники                 |                    |                           |         |                            |         |         |                           |
| 6                         | Риси Змолек        | Соединённые Штаты Америки | Левый   | 12 сентября 1996 (28 лет)  | 185 см  | 91 кг   | → Айова Хартлендерс /ECHL |
| 8                         | Симон Юханссон     | Швеция                    | Правый  | 14 июня 1999 (26 лет)      | 188 см  | 77 кг   | Миннесота Уайлд /НХЛ      |
| 22                        | Райан О’Рурк       | Канада                    | Левый   | 16 мая 2002 (23 года)      | 185 см  | 81 кг   | Миннесота Уайлд /НХЛ      |
| 27                        | Джо Хиккетс — А    | Канада                    | Левый   | 4 мая 1996 (29 лет)        | 173 см  | 80 кг   | Миннесота Уайлд /НХЛ      |
| 39                        | Тёрнер Оттенбрайт  | Канада                    | Левый   | 9 июля 1997 (28 лет)       | 191 см  | 87 кг   | Айова Уайлд /АХЛ          |
| 52                        | Деймон Хант        | Канада                    | Левый   | 15 мая 2002 (23 года)      | 185 см  | 91 кг   | Миннесота Уайлд /НХЛ      |
| Левые крайние нападающие  |                    |                           |         |                            |         |         |                           |
| 9                         | Брендон Бэддок     | Канада                    | Левый   | 29 марта 1995 (30 лет)     | 191 см  | 99 кг   | Миннесота Уайлд /НХЛ      |
| 11                        | Адам Бекман        | Канада                    | Левый   | 10 мая 2001 (24 года)      | 188 см  | 83 кг   | Миннесота Уайлд /НХЛ      |
| 12                        | Кевин Конли        | Соединённые Штаты Америки | Левый   | 17 февраля 1997 (28 лет)   | 183 см  | 87 кг   | Айова Уайлд /АХЛ          |
| 20                        | Майкл О’Лири       | Канада                    | Левый   | 1 января 1998 (27 лет)     | 185 см  | 88 кг   | Айова Уайлд /АХЛ          |
| 50                        | Майкл Милн         | Канада                    | Левый   | 21 сентября 2002 (22 года) | 180 см  | 84 кг   | Миннесота Уайлд /НХЛ      |
| Центрфорварды             |                    |                           |         |                            |         |         |                           |
| 7                         | Ник Петан          | Канада                    | Левый   | 22 марта 1995 (30 лет)     | 175 см  | 79 кг   | Миннесота Уайлд /НХЛ      |
| 15                        | Сэм Хентджес       | Соединённые Штаты Америки | Правый  | 26 июля 1999 (25 лет)      | 183 см  | 79 кг   | Миннесота Уайлд /НХЛ      |
| 16                        | Дамьен Жиру        | Канада                    | Левый   | 3 марта 2000 (25 лет)      | 177 см  | 81 кг   | Миннесота Уайлд /НХЛ      |
| 17                        | Патрик Карри       | Соединённые Штаты Америки | Левый   | 9 января 1996 (29 лет)     | 178 см  | 84 кг   | Айова Уайлд /АХЛ          |
| 23                        | Марко Росси        | Австрия                   | Левый   | 23 сентября 2001 (23 года) | 176 см  | 83 кг   | Миннесота Уайлд /НХЛ      |
| 24                        | Митчелл Балмас     | Канада                    | Левый   | 19 марта 1998 (27 лет)     | 180 см  | 76 кг   | Айова Уайлд /АХЛ          |
| 25                        | Сэмюэл Уокер       | Соединённые Штаты Америки | Правый  | 7 июня 1999 (26 лет)       | 178 см  | 64 кг   | Миннесота Уайлд /НХЛ      |
| 26                        | Таннер Каспик      | Канада                    | Левый   | 28 января 1998 (27 лет)    | 185 см  | 90 кг   | Айова Уайлд /АХЛ          |
| 29                        | Стивен Фогарти — А | Соединённые Штаты Америки | Правый  | 19 апреля 1993 (32 года)   | 191 см  | 93 кг   | Миннесота Уайлд /НХЛ      |
| Правые крайние нападающие |                    |                           |         |                            |         |         |                           |
| 13                        | Ник Суони          | Соединённые Штаты Америки | Правый  | 9 сентября 1997 (27 лет)   | 178 см  | 81 кг   | Миннесота Уайлд /НХЛ      |
| 21                        | Митчелл Чаффи      | Соединённые Штаты Америки | Правый  | 26 января 1998 (27 лет)    | 185 см  | 91 кг   | Миннесота Уайлд /НХЛ      |
| -                         | Павел Новак        | Чехия                     | Правый  | 16 апреля 2002 (23 года)   | 175 см  | 77 кг   | Миннесота Уайлд /НХЛ      |

## Капитаны
| - Джейк Дауэлл (2013 — 2014) - Стефан Вейю (2014 — 2015) - Максим Фортунус (2015 — 2016) - Майк Уэбер (2016 — 2017) | - Кэл О’Райли (2017 — 2019) - Коди Маклауд (2021 — 2022) - Мэйсон Шоу (2022) |

## Рекордсмены
Сокращения: Поз = Позиция; И = Игры; Г = Голы; ГП = Голевые передачи; О = Очки; Рез = % очков за игру; Жирным шрифтом выделены действующие игроки
| Игрок           | Поз | И   | Г  | ГП  | О   | Рез |
| --------------- | --- | --- | -- | --- | --- | --- |
| Кайл Рау        | Ц   | 244 | 88 | 111 | 199 | .82 |
| Сэм Анас        | Ц   | 259 | 72 | 125 | 197 | .76 |
| Джеральд Мэйхью | Ц   | 228 | 97 | 81  | 178 | .78 |
| Зак Митчелл     | ПН  | 250 | 66 | 66  | 132 | .53 |
| Кэл О’Райли     | Ц   | 142 | 31 | 100 | 131 | .92 |
| Бреннан Менелл  | З   | 199 | 15 | 101 | 116 | .58 |
| Мэйсон Шоу      | Ц   | 118 | 39 | 75  | 114 | .61 |
| Колтон Бек      | ЛН  | 319 | 41 | 63  | 104 | .33 |
| Тайлер Граовац  | Ц   | 202 | 49 | 53  | 102 | .50 |
| Марко Росси     | Ц   | 98  | 23 | 57  | 85  | .87 |